# Rodney Village
Rodney Village è un census-designated place (CDP) degli Stati Uniti, situato nella Contea di Kent, nello stato del Delaware. Appartiene all'area micropolitana di Dover. Secondo il censimento del 2000 la popolazione era di 1 602 abitanti.

## Geografia fisica
Secondo i rilevamenti dello United States Census Bureau, il CDP di Rodney Vilage si estende su una superficie totale di 1,6 km², tutti quanti occupati dalle terre.

## Popolazione
Secondo il censimento del 2000, a Rodney Village vivevano 1 602 persone, ed erano presenti 413 gruppi familiari. La densità di popolazione era di 1030,9 ab./km². Nel territorio comunale si trovavano 630 unità edificate. Per quanto riguarda la composizione etnica degli abitanti, il 49,13% era bianco, il 38,83% era afroamericano, lo 0,75% era nativo, e il 4,00% era asiatico. Il restante 7,30% della popolazione appartiene ad altre razze o a più di una. La popolazione di ogni razza proveniente dall'America Latina corrisponde al 6,24% degli abitanti.
Per quanto riguarda la suddivisione della popolazione in fasce d'età, il 26,1% era al di sotto dei 18, il 13,7% fra i 18 e i 24, il 27,7% fra i 25 e i 44, il 21,3% fra i 45 e i 64, mentre infine il 11,2% era al di sopra dei 65 anni di età. L'età media della popolazione era di 34 anni. Per ogni 100 donne residenti vivevano 100 maschi.